# Укррічфлот
ПрАТ "Судноплавна компанія "Укррічфло́т" — приватна судноплавна компанія, що надає послуги з перевезення вантажів морським і річковим флотом, портовим роботам (навантаження та розвантаження суден), послуги судноремонту.

## Історія
- 1922 — створене Управління річкового транспорту на Дніпрі;
- До липня 1956 року — Дніпровське річкове пароплавство. Начальники: Орлов Д. А. (1946—1948), Савельєв Володимир Олександрович (1948—1956).
- липень 1956 — квітень 1965 — Головне управління Дніпровського річкового пароплавства при Раді Міністрів УРСР. Начальниками Головного управління працювали: Савельєв Володимир Олександрович (1956—1958), Бобровников Микола Андрійович (1959—1965)
- квітень 1965 — липень 1988 — Головне управління річкового флоту при Раді Міністрів УРСР (Головрічфлот УРСР). Начальниками Головного управління працювали: Бобровников Микола Андрійович (1965—1970), Синиця Михайло Софронович (1970—1973), Славов Микола Антонович (1973—1988),
- Липень 1988 — на базі Головного управління річкового флоту при Раді Міністрів УРСР (Головрічфлот УРСР) створене ВО «Головрічфлот» (начальник — Микола Славов);
- Березень 1990 — на базі ВО «Головрічфлот» створене Міжгалузеве державне об'єднання (МДО) річкового флоту «Укррічфлот» (начальник — Микола Славов);
- Листопад 1993 — на базі МДО «Укррічфлот» створено Акціонерну судноплавну компанію (АСК) «Укррічфлот» (президент — Микола Славов);
- 9 квітня 2004 — президентом АСК «Укррічфлот» обрано Павла Підлісного[2]. Попередній президент АСК Микола Славов перейшов у статус почесного президента АСК;
- 23 березня 2006 — помер почесний президент АСК «Укррічфлот» Микола Славов;
- 2007  — Відбулося рейдерське  захоплення АСК «Укррічфлот»[3][4][5]. Приєдналася до групи компаній «Енергетичний стандарт», контрольованої Костянтином Григоришиним.

## Структура
До складу компанії належать:
- Дніпровський річковий порт
- Запорізький річковий порт
- Миколаївський річковий порт
- Нікопольський річковий порт
- Херсонський річковий порт

## Діяльність
Станом на початок 2024 року, 66 % акцій компанії належать ТОВ «КУА “Сварог Ессет Менеджмент”», що діє від свого імені, але в інтересах та коштом активів венчурного фонду «П’ятий». 
12 січня 2024 року, Національна комісія з цінних паперів зупинила обіг акцій ПрАТ «Судноплавна компанія “Укррічфлот”».

## Зображення

Головний офіс АСК «Укррічфлот» на Новокостянтинівській вул., 18-В, у Києві